# Kada Al-Bika al-Gharbi
Kada Al-Bika al-Gharbi (arab. قضاء البقاع الغربي) – jednostka administracyjna w Libanie, należąca do muhafazy Al-Bika.

## Miejscowości
- Ajn al-Tinija
- Ajn Zebdija (Aïn Zebdeh)
- Ammik
- Ana
- Ajtanit
- Baalul
- Bab Marija
- Dżub Dżanin
- Ghaza
- Hosz Harimija
- Jehmor
- Kamed al-Lauz
- Karaun
- Kefraja
- Keldża
- Cherbet Kanafar
- Lala
- Lebbaja
- Maszghara
- Manara
- Mansura
- Maredż
- Mejdun
- Saghbin
- Sohmor
- Souairy
- Sultan Ja'akub

## Wybory parlamentarne
Okręg wyborczy, obejmujący jednostki Kada Al-Bika al-Gharbi i Kada Raszaja, jest reprezentowany w libańskim Zgromadzeniu Narodowym przez 6 deputowanych (2 sunnitów, po 1 maronicie, szyicie, prawosławnym i druzie).